# Квантико (телесеріал)

Пріянка Чопра (Алекс Періш) та Ентоні Руйвівар (агент Хіменес), кадр промо-відео першого епізоду «Квантико» (телеканал ABC)

Ква́нтико (англ. Quantico) — американський телесеріал, створений Джошуа Сафраном (Joshua Safran), що вийшов на телеканалі ABC у вересні 2015 року. У центрі сюжету агент-новачок ФБР Алекс Періш, яка намагається спростувати звинувачення у скоєні теракту в Нью-Йорку, найбільшому після нападу 11 вересня 2001 року.
Події телесеріалу супроводжуються спогадами головних героїв про навчання в Академії ФБР в місті Квантико, штат Вірджинія, де серед новобранців перебуває невідомий терорист, а також розказується про стосунки між майбутніми агентами, трагедії в їхньому житті, причини кожного із молодих людей навчатися в академії ФБР.
Перший сезон серіалу, що складається з 22 епізодів, демонструвався щонеділі в період з 27 вересня 2015 року по 15 травня 2016 року. Про продовження «Квантико» на другий сезон (2016—2017) телеканал ABC повідомив 3 березня 2016 року. 15 травня 2017 року телесеріал був подовжений до третього сезону.
11 травня 2018 року телеканал ABC закрив телесеріал після третього сезону. 3 серпня 2018 вийшов останній епізод шоу.

## Акторський склад
| Персонаж                                         | Акторка (актор)                                         |
| Алекс Періш (Alex Parrish)                       | Пріянка Чопра (Priyanka Chopra)                         |
| Раян Бут (Ryan Booth)                            | Джейк Маклафлін (Jake McLaughlin)                       |
| Міранда Шоу (Miranda Shaw)                       | Онжаню Елліс (Aunjanue Ellis)                           |
| Німа Амін / Раїна Амін (Nimah Amin / Raina Amin) | Ясмін Аль-Масрі (Yasmine Al Masri (у титрах Al Massri)) |
| Шелбі Ваятт (Shelby Wyatt)                       | Джоанна Бредді (Johanna Braddy)                         |
| Калеб Гаас (Caleb Haas)                          | Грем Роджерс (Graham Rogers)                            |
| Саймон Ешер (Simon Asher)                        | Тейт Еллінгтон (Tate Ellington)                         |
| Лаям О’Коннор (Liam O'Connor)                    | Джош Гопкінс (Josh Hopkins)                             |
| Наталі Васкес (Natalie Vasquez)                  | Анабель Акоста (Anabelle Acosta)                        |

## Список епізодів
| Сезон | Епізоди | Прем’єра        | Фінал          |
| ----- | ------- | --------------- | -------------- |
| 1     | 22      | 27 вересня 2015 | 15 травня 2016 |
| 2     | 22      | 25 вересня 2016 | 15 травня 2017 |
| 3     | 13      | 26 квітня 2018  | 3 серпня 2018  |

## Цікаві факти
У першому епізоді серіалу (англ. Run), один із агентів ФБР, обговорюючи обставини серії вибухів-терактів у Нью-Йорку, говорить буквально таке: «Якщо вірити ЦРУ, це пов’язано з українськими націоналістами» (англ. If you believe the CIA, it's tied to Ukrainian nationalists).